# Camillo Carlsen

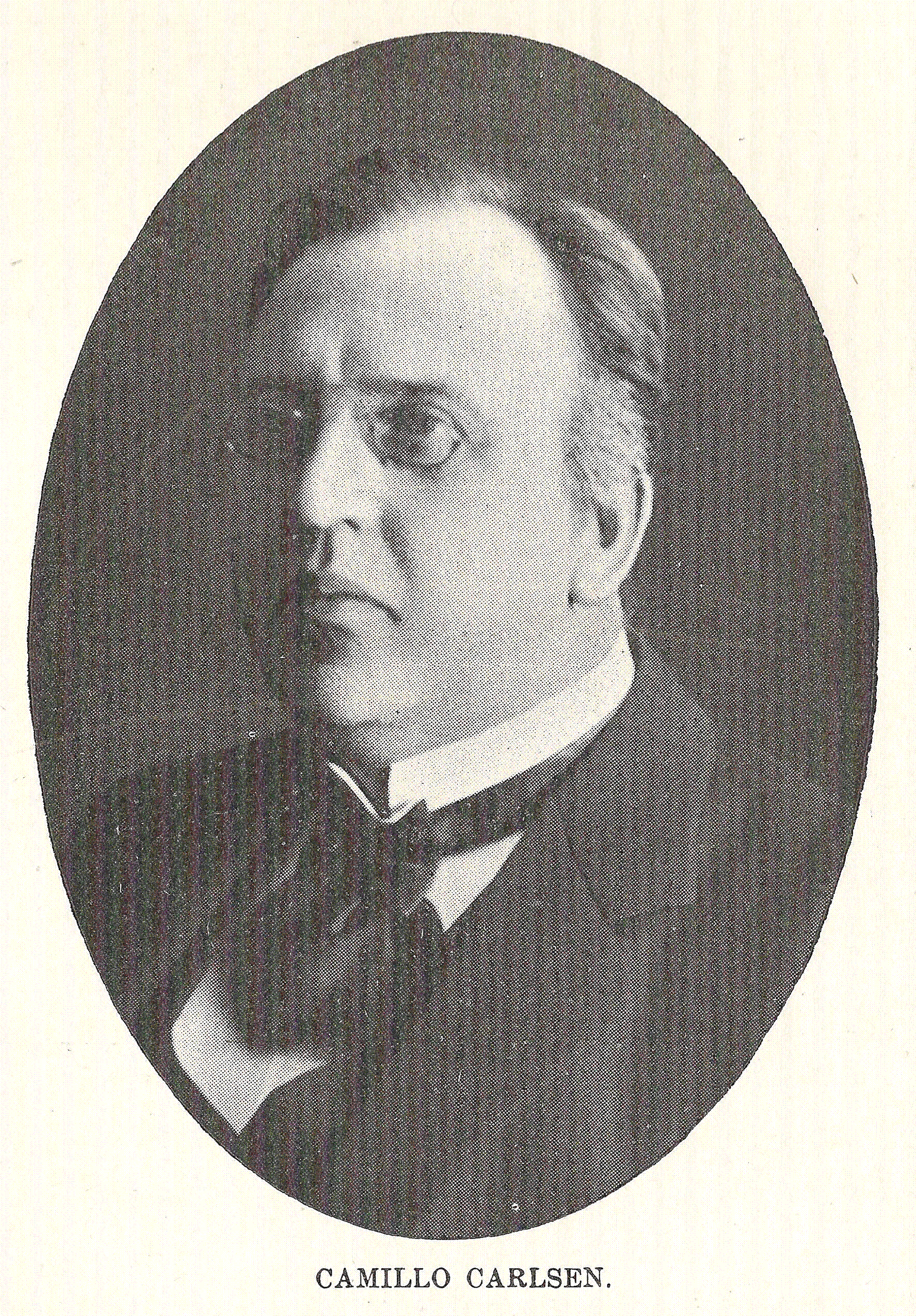
Camillo Carlsen.

Camillo Alphonzo Johannes Peter Carlsen, född 19 januari 1876, död 4 oktober 1948, var en dansk musiker. 
Carlsen genomgick 1893–95 Det Kongelige Danske Musikkonservatorium, blev 1900 organist och kantor vid Kristkirken i Köpenhamn och 1911 domorganist i Roskilde. År 1909 företog han på det Anckerska legatet en studieresa till Österrike och Tyskland. 
Från Carlsens hand föreligger tre stråkkvartetter och en pianokvintett, symfonisk svit för orgel samt flera orgelkompositioner, Davids 80:e psalm, flera andliga sånger och psalmmelodier, romanser och sångkvartetter samt piano- och violinstycken.